# Żelazo (Poméranie)
Pour les articles homonymes, voir Żelazo.
Żelazo est une localité polonaise de la gmina rurale de Smołdzino située dans le powiat de Słupsk en voïvodie de Poméranie. Elle se trouve à environ 25 km au nord-est de Słupsk et 98 km à l'ouest de la capitale régionale Gdańsk.

## Géographie

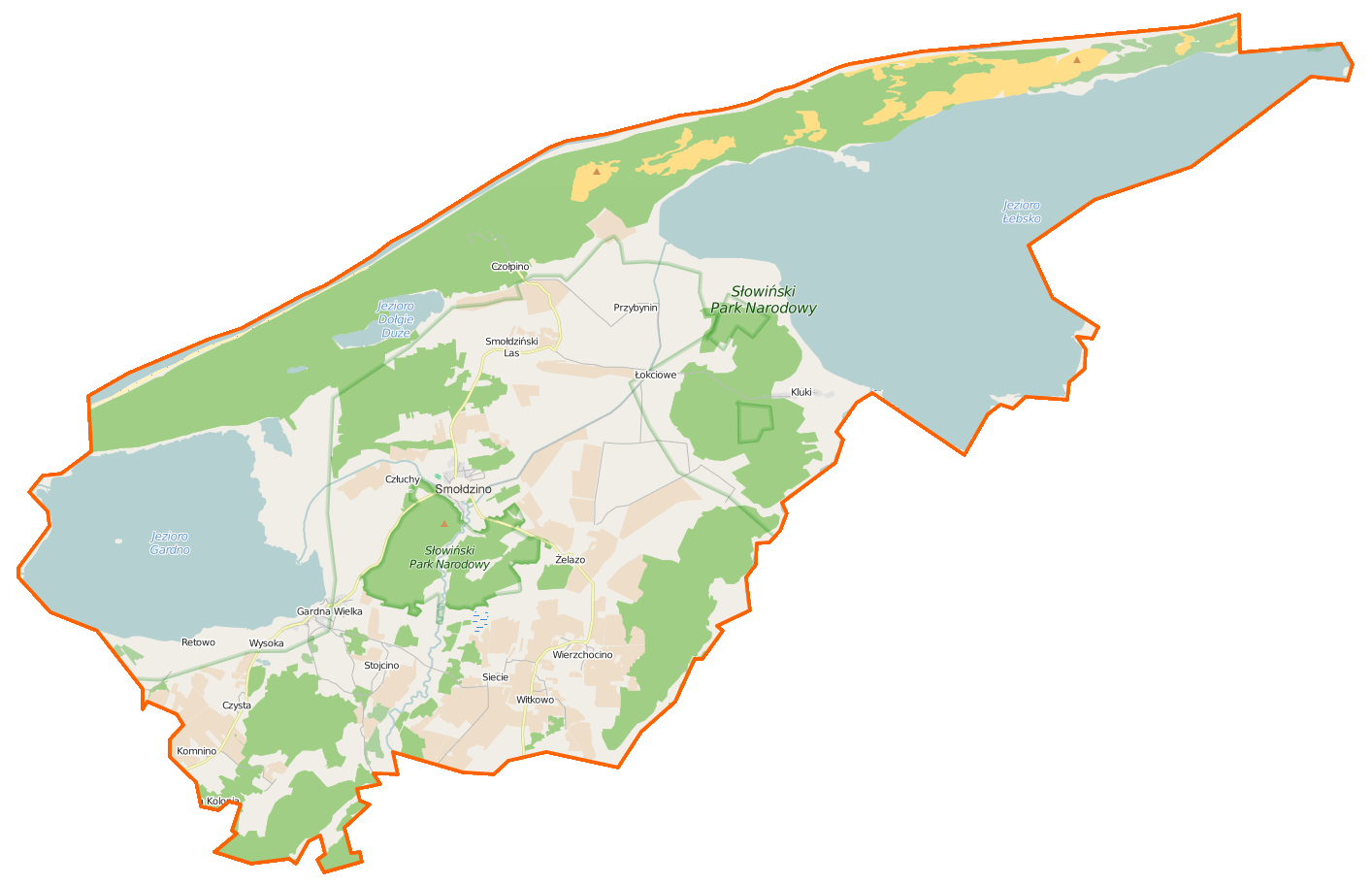
Carte de la gmina de Smołdzino.